# Yu Kawamura
Yu Kawamura (født 1. december 1980) er en tidligere japansk fodboldspiller.
Han har spillet for flere forskellige klubber i sin karriere, herunder Consadole Sapporo.